# Teološka suma
Teološka suma (lat. izvornik Summa theologica) je veliko sustavno bogoslovno djelo sv. Tome Akvinskoga, jedinstvena položaja u teološkoj književnosti. Iz žanra je summa. Najslavnije je njegovo djelo. Iz tri je dijela. U njemu je bogoslovlje sustavno obradio. Teološka suma doživjela je prijevod na sve svjetske jezike. Napisao ju je od 1267. do 1273. godine. Teološka suma i Suma protiv nevjernika (na hrvatski preveo Augustin Pavlović) postale su službeni nauk Katoličke Crkve. Sve donedavno katolička teologija je u stvari bila tumačenje i komentiranje Tomina nauka.

## Unutarnje poveznice
- Teološka suma na latinskome Wikiizvoru